# 島田謹二
島田 謹二（しまだ きんじ、1901年（明治34年）3月20日 - 1993年（平成5年）4月20日）は、日本の比較文学者、英米文学者。文化功労者。日本学士院賞受賞。

## 経歴
出生から修学期
1901年、東京府で生まれた。東北帝国大学英文科で学び、卒業。
英文学研究者として
卒業後、英文学者の矢野峰人に見込まれて、台北帝国大学講師となった。講師の期間は17年に及んだ。若き日は英国詩を専門としたが、他のヨーロッパの国々や日本の詩歌に関心を深めていった。
戦後の引き揚げ後は、第一高等学校教授に就いた。1949年の新制大学移行後は、東京大学教養学部教授。新設された大学院比較文学比較文化専修課程の初代主任教官となり、平川祐弘、芳賀徹、小堀桂一郎、亀井俊介ら、多方面で活躍する人材を多く育てた。1961年に東京大学を定年退官。その後は、実践女子大学教授・東洋大学教授・山梨英和短期大学教授を務め、同時に複数の大学で講師として教鞭をとった。1974年、学位論文『日本における西洋文学の考究：比較文学研究』を東京大学に提出して文学博士号を取得。
90歳近くになってからも、2時間にわたってエネルギッシュに語り続け、「皆さん、ふた言目には、九十近い、九十近いとおっしゃるが、九十になったら書いちゃいけないんですか。私は、まだ、書きたいです!」と叫ぶほど元気で、女性関係についても派手であった。1993年に死去。
- 1970年：『アメリカにおける秋山真之』で日本エッセイストクラブ賞を受賞。
- 1977年：日本学士院賞を受賞。
- 1990年：『ロシヤ戦争前夜の秋山真之』で菊池寛賞を受賞。
- 1992年11月：文化功労者[1]。

## 研究内容・業績
専門は英米文学で、比較文学。戦前台湾で活躍した女性詩人「花浦みさを」を再発見し、評価した。北原白秋、佐藤春夫らの詩人にも師事し、後に彼らの作品集の編纂も手掛けた。
作家としての創作活動
- 東京大学を定年後、明治期の帝国海軍を描いた『ロシヤにおける広瀬武夫』、『アメリカにおける秋山真之』、『ロシヤ戦争前夜の秋山真之』を執筆[1]。司馬遼太郎とは、彼が代表作『坂の上の雲』[注釈 1]で広瀬・秋山を描いた縁で親しく、島田が文春文庫（全8巻）の解説（最終8巻）を担当した。ほかに下村寅太郎『東郷平八郎』（新版・講談社学術文庫、1981年）の序・解説を行っている。

島田謹二記念学藝賞
没後、「島田謹二記念学藝賞」が設けられ、東京大学比較文学研究で学ぶ若手研究者に授与されている。

## 家族・親族
- 娘：齊藤信子。

3人の子のうち、男児2人を若くして事故および自殺で亡くし、戦後は愛人と住んでいた。このことは、一人娘の齊藤信子による『筏かづらの家 父・島田謹二の思ひ出』（近代出版社、2005年）に詳しく記載されている。また平川祐弘の「島田謹二先生」（『新潮』1993年7月号）に隠し子がいたと書いてあるが、実際は先妻の子供であり、隠し子はいない。齊藤信子と男児2人は後妻の子供である。

## 著書
- 『英米文学と大陸文学との交流』(英米文学語学講座23) 研究社 1942
- 『若き日の芸術家』真光社 1947
- 『ポーとボードレール』イヴニング・スター社 1948
- 『雅人 長詩』靖文社 1948 - 小冊子
- 『翻訳文学』至文堂 1951
- 『十九世紀英文学』研究社 1951
- 『比較文学』要書房・選書判 1953
- 『近代比較文学』光文社 1956
- 『ロシヤにおける広瀬武夫』弘文堂 1961
  - 朝日新聞社 1970／朝日選書 上下 1976 - オンデマンド再刊
- 『アメリカにおける秋山真之』朝日新聞社 1969
  - 朝日選書 上下 1975 - オンデマンド再刊／朝日文庫 上中下 2009
- 『日本における外国文学』上下 朝日新聞社 1975-1976
- 『ロシヤ戦争前夜の秋山真之』朝日新聞社 上下 1990 同上
- 『ルイ・カザミヤンの英国研究』白水社 1990
- 『華麗島文学志 日本詩人の台湾体験』明治書院 1995
- 『フランス派英文学研究』上下 平川祐弘・川本皓嗣共編、南雲堂 1995

共編著
- 『花さうび：近代抒情詩選』佐藤春夫・吉田精一共著、天明社 1947
- 『佐藤春夫詩集』新潮社 1949／新潮文庫 1951 のち改版
  - 『佐藤春夫詩集　世界の詩 22』彌生書房 1965
- 『藤村名詩鑑賞』吉田精一共著、天明社 1949
- 『詩人日夏耿之介』黄眠会編、新樹社 1972 [注釈 2]
- 『比較文学読本』研究社出版 1978
- 『平田禿木選集』(全5巻) 小川和夫と編集委員、南雲堂 1986

訳書
- アランデル・デル・レー『のつて・うえねちあな』、日孝山房（台北） 1938
- 『スタニスラーフスキー自伝』上巻[注釈 3]、岩波文庫 1942 - 下巻は未刊
- R.L.スティーヴンソン『臨海樓綺譚』、新月社 1946
  - 改訂 研究社対訳叢書 1952／角川文庫 1952
- 『エドガア・ポオ詩集 詩人全書』、酣燈社 1950
  - 改訳『ポー／ホイットマン　世界名詩集 21』、平凡社 1969[注釈 4]
- ジャック・フェルナン・カーン『アメリカ文学史』、白水社 文庫クセジュ 1952
- バイロン『カイン』、岩波文庫 1960、新装復刊 1990、2009

## 島田謹二に関する著作
- 平川祐弘1993「島田謹二先生」『新潮』1993年7月号
- 橋本恭子2012『「華麗島文学志」とその時代：比較文学者島田謹二の台湾体験』三元社
  - 元版・橋本恭子2007「在台日本人の郷土主義（レジョナリズム）：島田謹二と西川満の目指したもの』『日本台湾学会報』5
- 小林信行2017『島田謹二伝：日本人文学の「横綱」』ミネルヴァ書房(人と文化の探究 7)[4]
- 小林信行2021『島田謹二：このアポリヤを解決する道はないか』ミネルヴァ書房(ミネルヴァ日本評伝選 8[5][注釈 5]